# Теория авиации
Теория авиации —  сфера научной деятельности, учебно-методическая дисциплина, целью изучения и исследования которой является внедрение, анализ и проработка теоретических сведений, задачами которых является методологическое и терминологическое обеспечение отрасли авиации, как отрасли транспорта и техники. 

## Предмет изучения и основные задачи
Знание теории авиации нужно при проектировании, когда решается задача об избрании таких характеристик, обеспечивающих надёжную и безаварийную эксплуатацию воздушного судна при различных режимах полёта, а также в процессе эксплуатации для их контроля и регулирования с целью соблюдения безопасности авиаперевозок. В том числе задачами теории авиации есть классификация воздушных судов и аэропортов, общее описание конструкции летательных аппаратов, их систем и оборудования, систематизация физических законов и принципов полёта летательных аппаратов, описание истории и перспектив развития авиации, описание общих принципов функционирования государственных и международных авиационных организаций, анализ и исследование сведений об организации авиаперевозок и безопасности полётов, а также о производстве, ремонте и техническом обслуживании воздушных судов.

## Базовые и смежные дисциплины
Поскольку любой летательный аппарат является твёрдым телом, то общие сведения о теории авиации опираются на законы теоретической механики, но поскольку движение его происходит в воздухе, требуются знания законов движения воздуха, то есть аэродинамики. Также к базовым дисциплинам можно отнести высшую математику, физику, инженерную графику, информатику, историю авиации.

## См. раздел также
- Теория подводной лодки
- Теория корабля
- Теория самолёта
- История авиации